# Endtroducing.....
Endtroducing..... è il primo album in studio di DJ Shadow, uscito alla fine del 1996.
È citato da Guinness World Records come primo album nella storia prodotto utilizzando esclusivamente campionamenti ed è ritenuto uno dei capolavori del genere trip hop.

## Composizione e pubblicazione

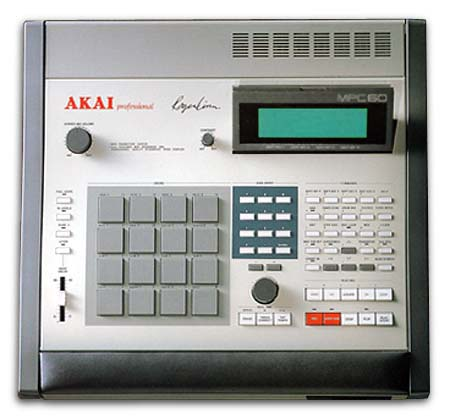
Un campionatore Akai MPC60

Entrato nei Guinness World Records come «primo album interamente prodotto tramite campionamenti», Endtroducing..... venne realizzato  utilizzando esclusivamente un campionatore Akai MPC60 a 12 bit, due giradischi e una copia di Pro Tools prestata a DJ Shadow da Dan the Automator, uno dei primi utilizzatori di tale software.
Nel documentario musicale Scratch del 2001, DJ Shadow asserisce che durante la lavorazione di Endtroducing....., per sconfiggere il blocco creativo, andava nello scantinato del suo negozio di dischi preferito – il Records di Sacramento raffigurato sulla copertina dell'album – a «cercare sollievo e comprare dischi che mi togliessero dall'impasse [...] In un certo senso i negozi di dischi sono la mia musa, e quel negozio lo è stato sicuramente per Endtroducing.....»
Tra i campionamenti utilizzati per comporre l'album vi sono quelli tratti da brani di Giorgio Moroder, Tangerine Dream, Metallica, Björk, Osanna, Charles Bernstein e moltissimi altri, scene della serie televisiva I segreti di Twin Peaks e altri di provenienza imprecisata. Secondo Piero Scaruffi, «Il suo stile di composizione non usa note, accordi e contrappunti: usa l'editing, i loops, il sampling, i beats. Il disco è disseminato di piccoli suoni e rumori che sono stati decontestualizzati e ricostruiti. Il suo è sound-painting che usa come palette le rovine della civiltà occidentale.»
L'album venne pubblicato per la prima volta nel 1996 dalla Mo' Wax. Fu ristampato con un disco aggiuntivo nel 2005.

## Accoglienza
| Recensione     | Giudizio       |
| -------------- | -------------- |
| Piero Scaruffi |                |
| Ondarock       | Pietra miliare |

Endtroducing..... ebbe molto successo tra la stampa e la critica e compare in molte casistiche e volumi dedicati ai migliori album. Eddy Cilìa e Federico Guglielmi lo hanno citato in una guida dedicata a 500 dischi rock fondamentali, mentre, nel novembre del 2006, la rivista Time lo ha inserito fra i 100 migliori album di tutti i tempi. Slant Magazine lo considera il secondo migliore album trip hop di sempre dopo Dummy dei Portishead e riporta che «Endtroducing..... è un esperimento nell'animismo dell'hip-hop in cui DJ Shadow estrae l'essenza viva della sua collezione di dischi diffondendola in nuove direzioni.» Altrettanto positivo è stato il giudizio all'album da parte di Fact, che lo ha inserito al terzo posto della sua classifica The 50 best trip-hop albums of all time dopo Maxinquaye di Tricky e Dummy dei Portishead. Stando a quanto viene riportato in tale casistica, «definire Endtroducing come album trip-hop sarebbe come limitarlo, privare gli ascoltatori dei poteri trasformativi che aveva per dare una nuova comprensione delle potenzialità dell'hip-hop come musica strumentale.» Nel 1996 venne eletto disco dell'anno dalla rivista Rumore.

## Eredità
Oltre ad essere considerato una pietra miliare del genere hip hop, in particolare di quello strumentale, così come della sampledelia, secondo Ondarock, «Endtroducing..... raccoglie una serie di movimenti che hanno cambiato per sempre il corso della storia (...) della musica popular nella sua accezione più ampia, nella sua più profonda aspirazione alla contaminazione.»

## Tracce
1. Best Foot Forward – 0:48
2. Building Steam with a Grain of Salt – 6:41
3. The Number Song – 4:38
4. Changeling – 7:17

**Transmission 1 – 0:35
1. What Does Your Soul Look Like (Part 4) – 5:08
2. Untitled – 0:24
3. Stem/Long Stem – 7:48

**Transmission 2 – 1:29
1. Mutual Slump – 4:03
2. Organ Donor – 1:57
3. Why Hip Hop Sucks in '96 – 0:41
4. Midnight in a Perfect World – 5:02
5. Napalm Brain/Scatter Brain – 9:23
6. What Does Your Soul Look Like (Part 1 – Blue Sky Revisit) – 6:17

**Transmission 3 – 1:11

## Formazione
- DJ Shadow (Josh P. Davis) – produzione, missaggio
- Gift of Gab (Timothy Jerome Parker) – voce (traccia: 11)

## Classifiche
| Classifica (2021) | Posizione massima |
| ----------------- | ----------------- |
| Grecia            | 12                |